# Porumbacu de Jos
Porumbacu de Jos é uma comuna romena localizada no distrito de Sibiu, na região histórica da Transilvânia. A comuna possui uma área de 184.87 km² e sua população era de 3118 habitantes segundo o censo de 2007.